# Chungha
Kim Chan-mi (koreanisch 김찬미; * 9. Februar 1996 in Südkorea), auch bekannt unter ihrem Künstlernamen Chungha ist eine südkoreanische Popsängerin der dritten K-Pop-Generation, die bei MNH Entertainment unter Vertrag steht. Bekannt wurde sie durch ihre Teilnahme an der Castingshow „Produce 101“ und als Mitglied der Girlgroup I.O.I. Seit 2017 tritt sie als Solokünstlerin auf.

## Leben und Karriere
Geboren in Südkorea lebte Kim Chung-ha als Kind für acht Jahre in Dallas, Texas, USA, bevor sie nach Südkorea zurückkehrte, um Sängerin zu werden. Sie sang unter anderem für YG Entertainment vor, bevor sie 2012 Trainee bei JYP Entertainment wurde. Nach drei Jahren verließ sie JYP wieder und wurde 2016 Trainee bei MNH Entertainment. Aktuell studiert sie Tanz an der Sejong-Universität in Seoul.

### 2016: Produce 101, I.O.I und TV-Aktivitäten
Von Januar bis April 2016 nahm Chungha an der Mnet-Castingshow „Produce 101“ teil. In der Show kämpften 101 Trainees darum Teil einer elfköpfigen Girlgroup zu werden. Chungha beendete die Show auf Rang 4 und wurde Mitglied der temporären Gruppe I.O.I. Die Gruppe debütierte am 4. Mai mit der EP Chrysalis. Sie war auch Teil von I.O.Is Sub-Unit und entwickelte die Choreografie für die Single Whatta Man.
Des Weiteren hatte Chungha zusammen mit Nayoung von I.O.I eine Cameo-Auftritt in der TV-Serie Entourage. Die Serie wurde im November und Dezember auf tvN ausgestrahlt. Chungha war außerdem Teilnehmerin an der Tanzshow „Hit the Stage“, die von Juli bis September ausgestrahlt wurde.
Am 21. Dezember gab MNH Entertainment bekannt, das Chungha nach der Auflösung von I.O.I als Solokünstlerin debütieren werde. Die Gruppe trat am 29. Januar 2017 zum letzten Mal in der TV-Show „Section TV“ auf und löste sich nach diesem Auftritt auf.

### 2017: Debüt als Solokünstlerin
Chungha co-moderierte die EBS-Fitness-Show „A Running Miracle“, die am 22. Januar startete und über sieben Wochen lief.
Nach der Auflösung von I.O.I kehrte Chungha zurück zu MNH Entertainment und begann mit der Vorbereitung auf ihr Solo-Debüt. Am 21. April erschien die Vorab-Single Week auf dem Youtube-Kanal von MNH Entertainment. Chungha debütierte am 7. Juni offiziell als Solokünstlerin mit der EP Hands on Me und der Single Why Don’t You Know.

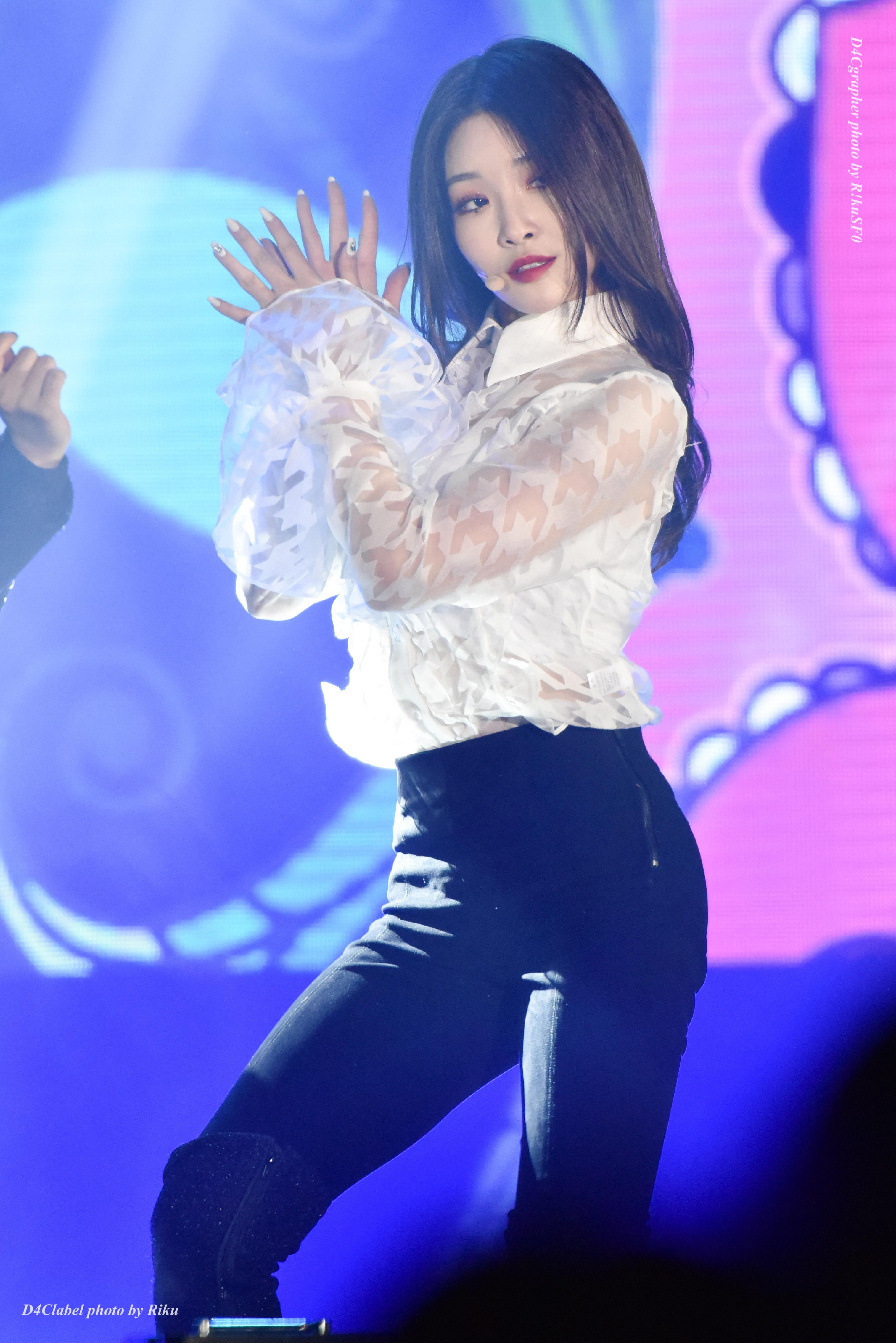
Chungha (2018)

Im September wurde Chungha Radio-DJ der EBS-Sendung „Listen“. Ebenfalls im September wurde bekannt gegeben, dass sie Moderatorin der Sendung „Please Take Care of My Vanity“ beim Sender FashionN werde.
Am 22. November wurde die erste Folge von Chunghas Realityshow „Chungha’s Free Month“ ausgestrahlt.

### 2018–heute:OffsetundBlooming Blue
Am 17. Januar 2018 erschien Chunghas zweite EP Offset zusammen mit der Single Rollercoaster. Anfang Juni veröffentlichte MNH Entertainment das offizielle Logo und die offiziellen Farben der Sängerin. Außerdem wurde Chunghas Fanclub-Name bekannt gegeben: „Byulharang“. Die dritte EP Blooming Blue erschien am 16. Juli zusammen mit der Single Luv U.
Des Weiteren nahm Chungha an dem Projekt SM Station X 0 von SM Entertainment teil, gemeinsam mit Seulgi von Red Velvet, Soyeon von (G)I-DLE und SinB von GFriend. Ihr Song Wow Thing wurde am 28. September 2018 veröffentlicht.
Am 2. Januar 2019 veröffentlichte Chungha das Single-Album XII zusammen mit der Single Gotta Go (벌써 12시). Mit Gotta Go gelang ihr der erste Sieg bei einer Musikshow.

## Diskografie
Studioalben

| Jahr | Titel Musiklabel              | Höchstplatzierung, Gesamtwochen, AuszeichnungChartsChartplatzierungen (Jahr, Titel, Musiklabel, Platzierungen, Wochen, Auszeichnungen, Anmerkungen) | Anmerkungen                            |
| Jahr | Titel Musiklabel              | KR | Anmerkungen                            |
| ---- | ----------------------------- | --- | -------------------------------------- |
| 2021 | Querencia MNH Entertainment   | KR6 (6 Wo.)KR | Erstveröffentlichung: 15. Februar 2021 |
| 2022 | Bare & Rare MNH Entertainment | KR15 (2 Wo.)KR | Erstveröffentlichung: 11. Juli 2022    |

## Filmografie

### TV-Serien
| Jahr | Titel                           | Rolle | Sender   | Quelle |
| ---- | ------------------------------- | ----- | -------- | ------ |
| 2016 | Entourage                       | Cameo | tvN      | [ 5 ]  |
| 2017 | Let’s Only Walk The Flower Road | Cameo | Naver TV | [ 20 ] |

### TV-Shows
| Jahr | Titel                         | Sender   | Anmerkungen                        | Quelle |
| ---- | ----------------------------- | -------- | ---------------------------------- | ------ |
| 2016 | Produce 101                   | Mnet     | Castingshow aus der I.O.I entstand | [ 3 ]  |
| 2016 | Hit the Stage                 | Mnet     | Tanzshow                           | [ 6 ]  |
| 2017 | A Running Miracle             | EBS      | Moderatorin                        | [ 8 ]  |
| 2017 | Please Take Care of My Vanity | FashionN | Moderatorin                        | [ 11 ] |
| 2017 | Chung Ha’s Free Month         |          | Gesendet auf Youtube und Naver     | [ 12 ] |
| 2017 | Master Key                    | SBS      | Teilnehmerin Episode 9             | [ 21 ] |
| 2018 | Real Life Men and Women       | MBN      |                                    | [ 22 ] |
| 2018 | Produce 48                    | Mnet     | Moderatorin Episode 5              | [ 23 ] |

## Auszeichnungen

### Preisverleihungen
2017
- Korea First Brand Awards – Female Idol[24]
- Mnet Asian Music Awards – Best of Next Award[25]

2018
- Seoul Music Awards – New Artist Award[26]
- Soribada Best K-Music Awards – Music Star Award[27]
- MBC Plus X Genie Music Awards – Best Female Artist[28]
- Asia Artist Awards – Favorite Award[29]
- Mnet Asian Music Awards – Best Dance Performance Solo (Roller Coaster)[30]
- Korea Popular Music Awards – Solo Dance Award[31]

2019
- Golden Disc Awards – Digital Bonsang (Roller Coaster)[32]
- The Fact Music Awards – Artist of the Year[33]
- M2 X Genie Music Awards – The Female Solo Artist[34]
- Soribada Best K-Music Awards – Bonsang Award[35]
- Melon Music Awards – Top 10 Artist[36]
- Asia Artist Awards – Best Icon (Singer)[37]
- Melon Music Awards[38]
  - Top 10 Artist of the Year
  - Best Dance Female (Gotta Go)
- Mnet Asian Music Awards[39]
  - Best Female Artist
  - Best Dance Performance Solo (Gotta Go)
- KBrasil Music Awards[40]
  - Best Female Artist
  - Best Solo Dance Performance (Gotta Go)

2020
- Golden Disc Awards – Digital Song Division Bonsang (Gotta Go)[41]
- Gaon Chart Music Awards – Hot Performance of the Year[42]
- Seoul Music Awards – Bonsang Award[43]
- Brand of the Year Awards – Female Solo Artist[44]

2021
- Gaon Chart Music Awards – Artist of the Year (September) für Bad Boy (mit Christopher)[45]
- Brand Customer Loyalty Awards – Female Solo Singer[46]

2022
- Korean Music Awards – Best K-Pop Album (Querencia)[47]

### Musikshows
| Jahr | Datum      | Titel    |
| ---- | ---------- | -------- |
| 2019 | 13. Januar | Gotta Go |
| 2019 | 7. Juli    | Snapping |

| Jahr | Datum      | Titel    |
| ---- | ---------- | -------- |
| 2019 | 10. Januar | Gotta Go |
| 2019 | 4. Juli    | Snapping |
| 2019 | 18. Juli   | Snapping |

| Jahr | Datum      | Titel    |
| ---- | ---------- | -------- |
| 2019 | 18. Januar | Gotta Go |
| 2019 | 5. Juli    | Snapping |

| Jahr | Datum     | Titel    |
| ---- | --------- | -------- |
| 2019 | 9. Januar | Gotta Go |
| 2019 | 3. Juli   | Snapping |

| Jahr | Datum       | Titel    |
| ---- | ----------- | -------- |
| 2019 | 12. Januar  | Gotta Go |
| 2019 | 19. Januar  | Gotta Go |
| 2019 | 16. Februar | Gotta Go |
| 2019 | 6. Juli     | Snapping |